# Ciudad planificada

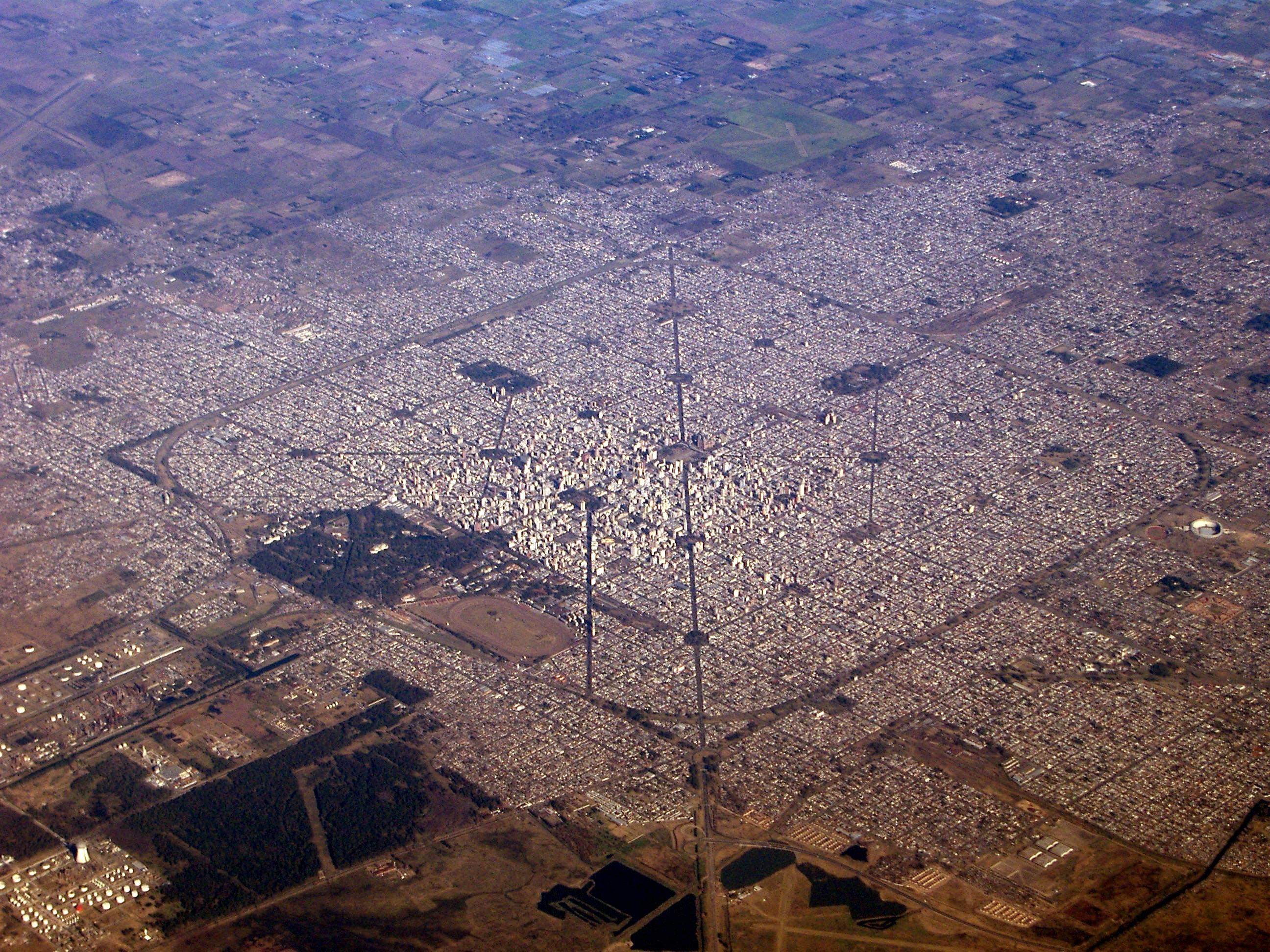
Vista aérea de la ciudad de La Plata, ciudad planificada de finales del con el propósito de servir como la nueva capital de la provincia de Buenos Aires.

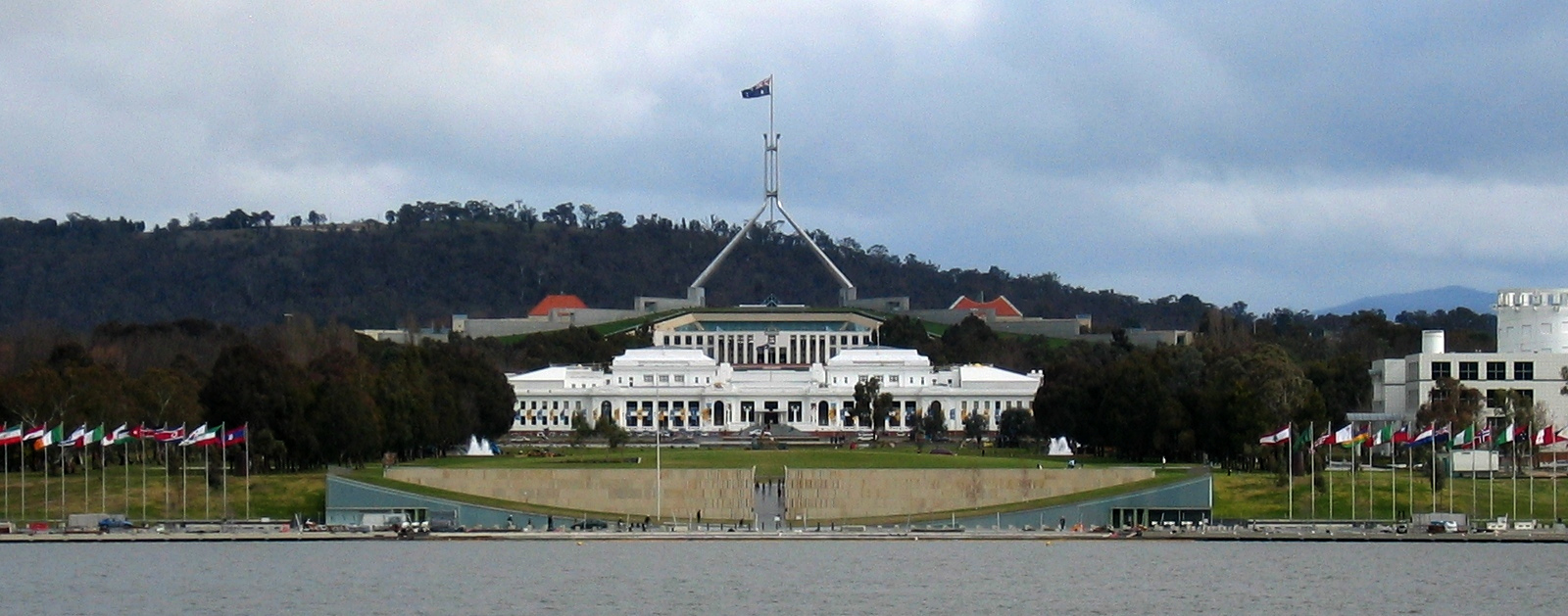
Canberra es una de las ciudades planificadas más notables a nivel mundial. Fue diseñada con el fin de ser la capital federal de Australia, y así frenar la rivalidad por parte tanto de Sídney como de Melbourne, las ciudades más grandes del país y quienes se disputaban el título.

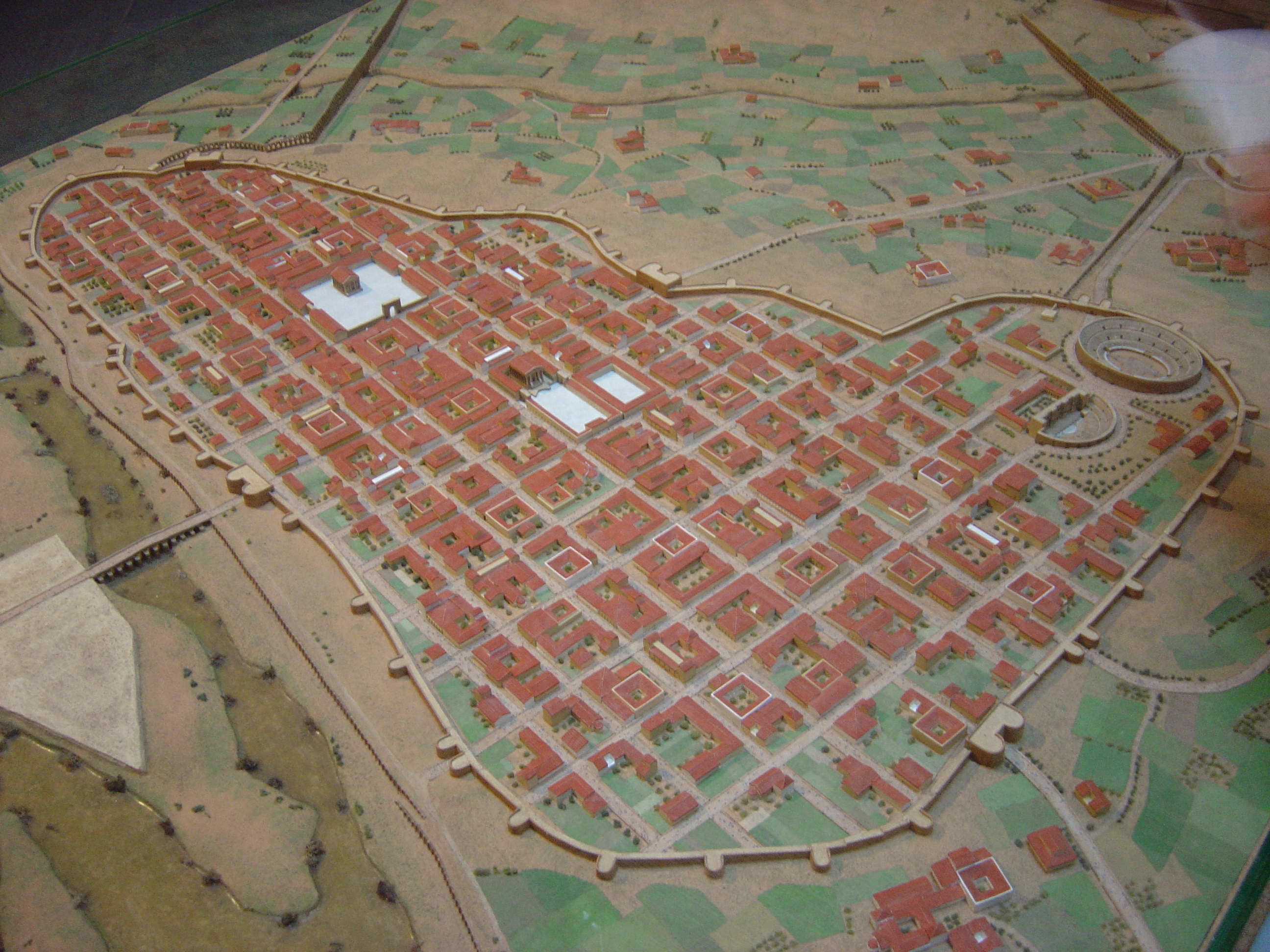
Maqueta de la estructura urbana de la antigua ciudad romana de Augusta Emerita, actual Mérida (España).

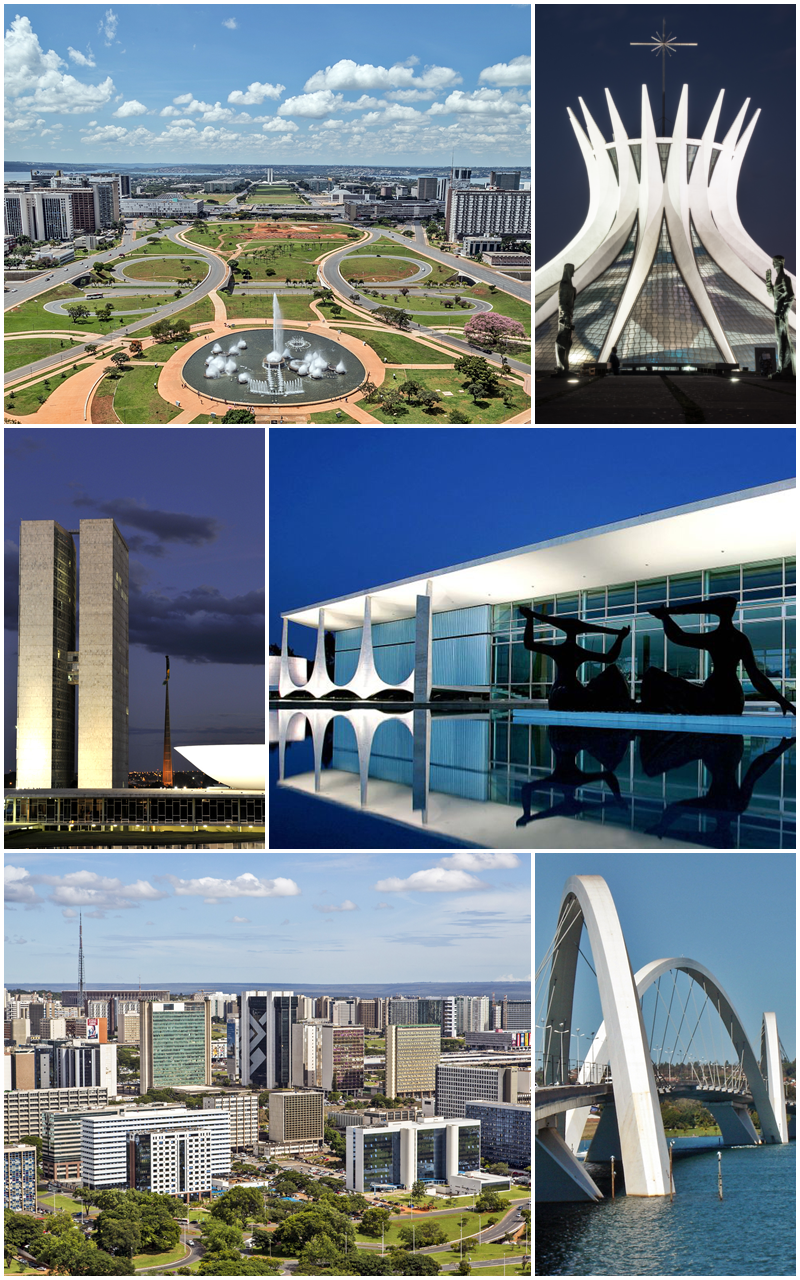
Brasilia sin lugar a dudas es la ciudad planificada más notable en América del Sur. Su construcción fue promovida por el presidente Juscelino Kubitschek y su diseño fue llevado a cabo por el arquitecto Oscar Niemeyer.

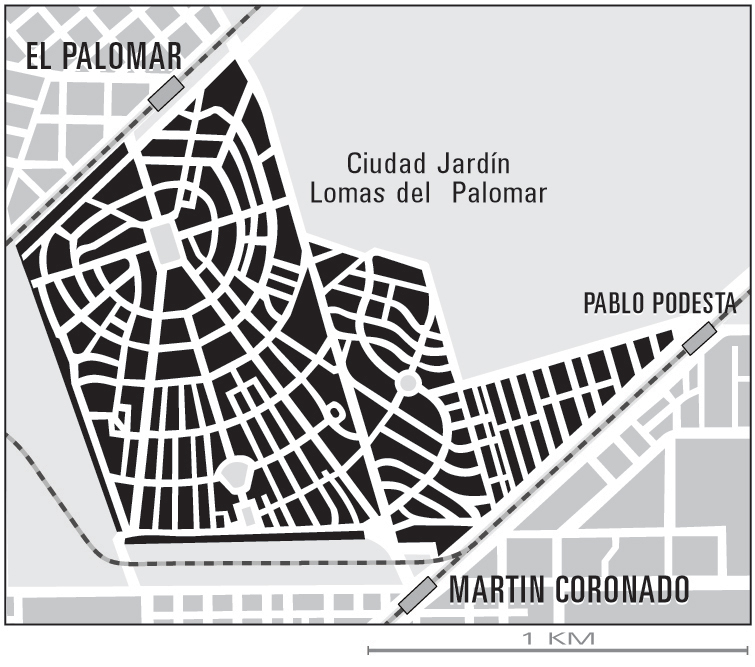
Ciudad Jardín Lomas del Palomar, Es la única ciudad jardín proyectada en Argentina, ejecutada por Erich Zeyen, y planificada por el arquitecto Federico Behrendt. La ciudad ofreció un nuevo modelo de habitar, con una vivienda previamente diseñada.

Se denomina ciudad planificada, ciudad de nueva planta o localidad planificada a una ciudad creada en un terreno previamente no urbanizado, con un propósito determinado y de acuerdo con un plan urbanístico global. Su desarrollo depende, por lo tanto, de una decisión administrativa y no del movimiento natural de la población.

## Breve reseña histórica

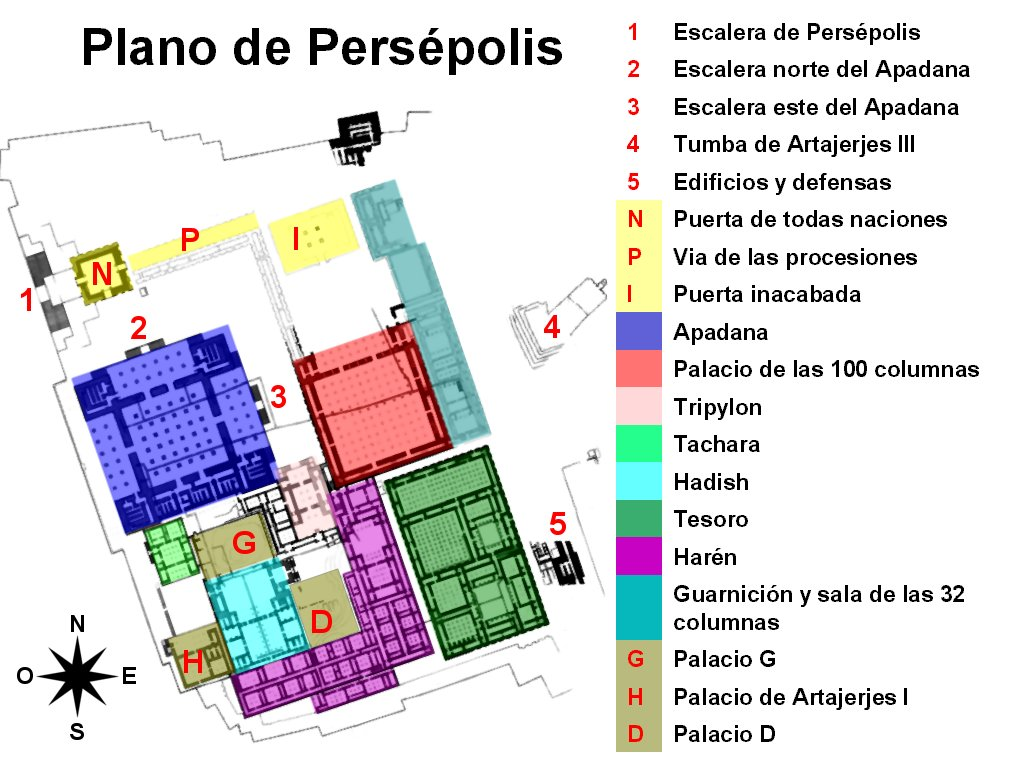
Plano de Persépolis.

Los historiadores de la antigüedad dejaron testimonio de la creación de ciudades de nueva planta, normalmente, ciudades palaciegas que reflejasen la magnificencia del monarca, pues podía disponer de arquitectos, maestros de obras, capataces, obreros y recursos económicos. En el Antiguo Egipto, Ajenatón ordenó construir la nueva ciudad de Ajetatón a mediados del siglo XIV a. C. Una ciudad palaciega de planta reticulada con barrios ordenados, que fue abandonada tras su muerte. Persépolis, capital ceremonial del Imperio persa durante la época aqueménida; construcción iniciada por Darío I hacia 512 a. C. y destruida por Alejandro Magno. 
La colonización helénica de las costas del Mediterráneo divulga el concepto de planeamiento urbano ordenado con calles ortogonales, el trazado hipodámico, desde el siglo Va.C. en sus nuevas ciudades.
Los romanos construyeron un gran número de ciudades por todo su imperio, a menudo como colonias para el asentamiento de ciudadanos o veteranos. Siguiendo un modelo ideológico-urbanístico, se caracterizaban primariamente por un entramado de calles y un abastecimiento de agua planificado; muchas ciudades europeas modernas de fundación romana aún conservan parte del entramado de calles original, como por ejemplo, entre otras, Mérida, Verona, Turín, Narbona, Colonia o Tréveris.
Después de la caída del Imperio romano, los asentamientos urbanos planificados volvieron a florecer en toda la Europa medieval, principalmente entre los siglos XII y XIV. Entre las ciudades más notables están Lübeck, Riga o Gdansk.
Siglos después, la creación de ciudades de nueva planta se produce durante los procesos de colonización de nuevas zonas; también surgen ciudades de este tipo cuando se intenta crear un nuevo centro económico —caso, por ejemplo, Glenrothes (Escocia), Tres Cantos (España), La Plata (Argentina), Cancún (México) o Ciudad Guayana (Venezuela), también centros políticos—. Así, muchas capitales del mundo son ciudades planificadas: Washington D. C. (Estados Unidos), Canberra (Australia), Brasilia (Brasil), Nueva Delhi (India), Putrajaya (Malasia), Belmopán (Belice), Abuya (Nigeria), Islamabad (Pakistán), Naipyidó (Birmania) o Yamusukro (Costa de Marfil).
Una de las ciudades completamente planificadas a destacar es la Ciudad de la Plata ubicada en Argentina. Fundada por Dardo Rocha en 1882, fue proyectada para ser la capital de la provincia de Buenos Aires. Se encuentra al sudeste de la Ciudad autónoma de Buenos Aires, se presenta hacia el mundo como un modelo de planificación urbana. La ciudad construida en tiempo récord se caracteriza por su trazado geométrico, por su arquitectura holística y también por su estilo europeo. Existe cierta similitud en el trazado platense, con la novela Los quinientos millones de la Begún de Julio Verne que habría retratado a la capital bonaerense en fascículos en 1879, con hermosos grabados de L. Benett. La Plata pasa a ser un modelo a seguir de planificación urbanísticas a finales del siglo XIX, de igual manera que la ciudad de Fulgencio Yegros (Paraguay)  como también la ciudad de Belo Horizonte en Brasil, estos responden a una misma ideología en su diseño, comparten características de trazados, espacios verdes, plazas, conexiones diagonales y una cuadrícula definida.